# 조덕공
조덕공(趙德恭, 1547년~1607년)은 조선의 무신이다.

## 생애
1547년에 조선 충청도 괴산에서 태어난 그는 임진왜란이 일어나자 가족들과 함께 의병을 일으켰다. 이후 선전관(宣傳官), 호조좌랑(戶曹佐郞), 훈련원주부(訓鍊院主簿)를 양지현감을 지냈으며, 종전 이후에는 임진왜란에서의 공을 인정받아 선무원종공신(宣武原從功臣) 2등에 녹권되었고, 통훈대부(通訓大夫) 형조참의(刑曹參議)에 증직되었다. 사후에는 괴산 칠충사(七忠祠)에 배향되었다. 